# العميصية (المضاربة والعارة)

تعديل مصدري - تعديل

العميصية هي إحدى قرى عزلة المضاربة بمديرية المضاربة والعارة التابعة لمحافظة لحج، بلغ تعداد سكانها 80 نسمة حسب تعداد اليمن لعام 2004.